# Rösträttens utveckling i Sverige

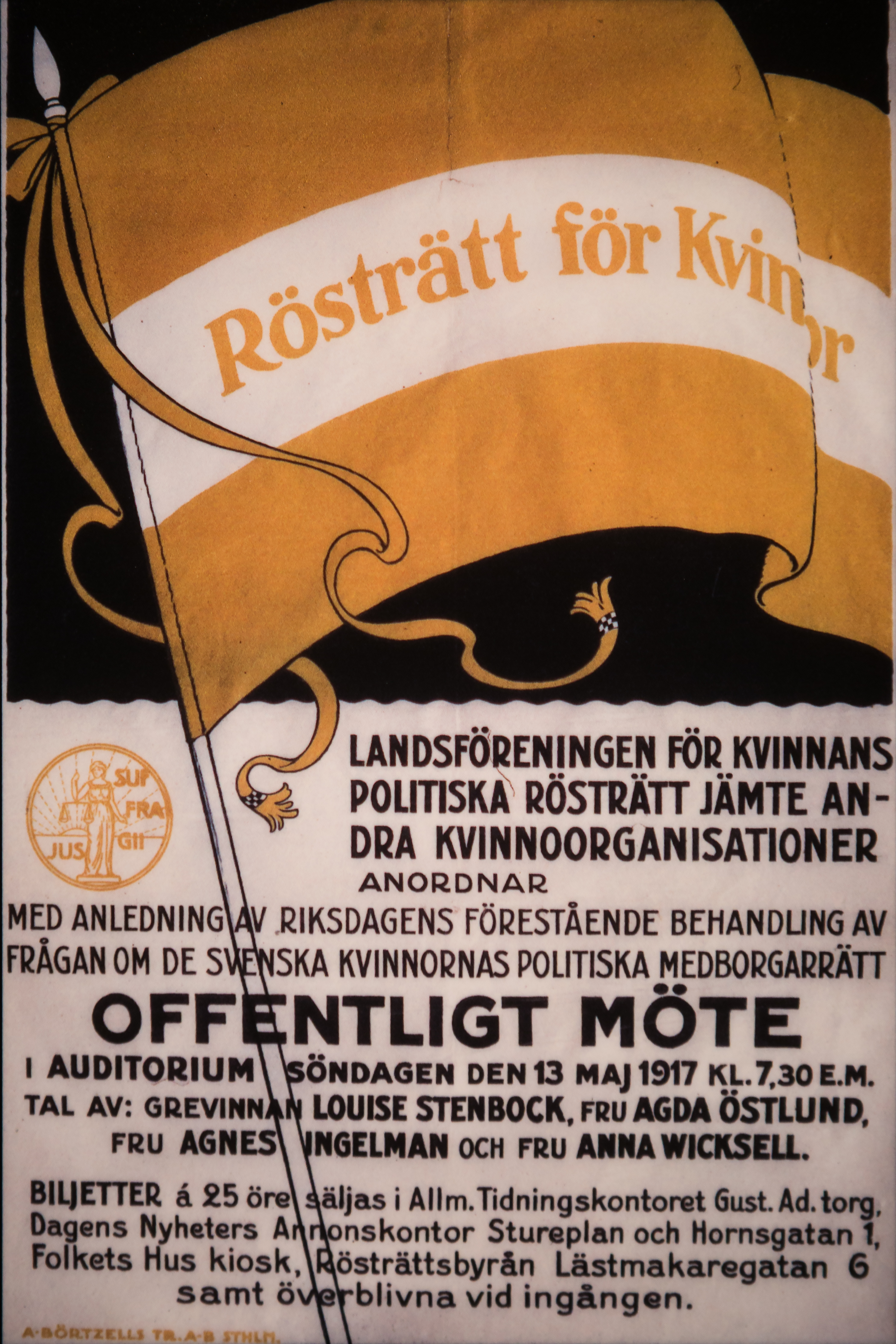
Mötesaffisch från 1917.

Rösträttens utveckling i Sverige startade med Rösträttsrörelsen  i slutet av 1800-talet, vilken var en politisk rörelse som kämpade för lika rösträtt åt alla myndiga medborgare i Sverige. Rörelsen bestod av ett antal olika organisationer. Bland annat Sveriges Allmänna Rösträttsförbund och Landsföreningen för kvinnans politiska rösträtt. Vid sekelskiftet 1800/1900 togs rösträttsfrågorna över av de politiska partierna.[källa behövs] År 1918 beslöt riksdagen att allmän och lika rösträtt skulle införas. Reformen genomfördes genom två grundlagsändrande beslut, åren 1919 och 1921.

## Rösträttsrörelsen

### Bakgrund
Ståndsriksdagen hade avskaffats och tvåkammarriksdagen införts efter representationsreformen år 1866. Ledamöterna i första kammaren valdes av landstingen samt stadsfullmäktige i de största kommunerna (Stockholm, Göteborg och Malmö). Rösträtten i kommunalvalen var graderad, så att den som hade hög inkomst eller förmögenhet fick flera röster. Även bolag hade rösträtt. Kraven för att vara valbar till första kammaren var strikta. Dock behövde man inte bo i den valkrets för vilken man blev vald.[källa behövs]
Andra kammaren var vald i enmansvalkretsar, ungefär som det brittiska eller amerikanska valsystemen idag. Här fanns det en nedre gräns för vilken inkomst eller förmögenhet man skulle ha för att få utöva rösträtt.[källa behövs]
Före år 1910 var det i stort sett bara män som hade rösträtt i kommunalval, och bara män var valbara. Vid kommunala val hade en del kvinnor rösträtt enligt 1862 års kommunallagar. Det var de som var myndiga, ogifta och hade egna inkomster över en viss nivå eller en viss egen förmögenhet. I riksdagsval var det fram till 1921 års val endast män, som ej hade värnpliktsvägrat, som hade rösträtt och var valbara.

### Rösträttsrörelsens inledande tid
Rösträttsrörelsen uppstod innan partiväsendet av idag fanns. Rörelsen bedrev opinionsbildning och under valår stöttade den kandidater som uttalat stöd för utökad rösträtt. Rörelsen hade från början inget samlat program eller fast organisation, utan separata rösträttsföreningar bildades runt om i landet, till exempel i Stockholm 1886.  
De aktiva i rösträttsrörelsen bestod till stor del av liberala opinionsbildare och politiker samt personer aktiva i arbetarrörelsen och nykterhetsrörelsen. Vid tiden för den tidiga rösträttsrörelsen fanns ännu ingen socialistisk ledamot invald i riksdagen och där kom rösträttsfrågan att drivas främst av liberala ledamöter. Den första motionen om lika politiska rättigheter för kvinnor och män väcktes i riksdagen år 1884 av Fredrik Theodor Borg (Lantmannapartiet), men motionen avslogs.
En distriktsorganisation för rösträttsrörelsen hade bildats 1887 i Linköping på initiativ av två liberala journalister, Isidor Kjellberg och Alfred Edling. Dessa östgötar kom även att bli drivande inom den nationella rösträttsorganisationen, Sveriges Allmänna Rösträttsförbund, som bildades 1890 och antog Östergötlands landskapsblomma, blåklinten, som symbol. Ordförande i det nya nationella rösträttsförbundet blev Julius Mankell, officer och liberal riksdagsledamot. När han avled 1897 övertogs ordförandeskapet av David Bergström, även han liberal riksdagsledamot. Vid två tillfällen, 1893 och 1896, anordnade förbundet så kallade "allmänna folkriksdagar" där rösträttsrörelsen samlade långt fler medborgare än det antal som hade rösträtt i andrakammarvalen vid samma tid. 1893 deltog exempelvis över 150 000 personer.
1893 års folkriksdag sände deputationer till riksdagens partichefer men fick därifrån endast klena besked, och den deputation som skulle uppvakta statsminister Erik Gustav Boström blev inte ens mottagen. Han svarade skriftligen: "Jag känner ej några representanter för svenska folket, utsedda på annat sätt, än våra grundlagar angiva." Samma deputation gick då till kung Oscar II, men även denna uppvaktning blev fruktlös.

### Rösträttsfrågorna tas över av de politiska partierna
På grund av att partiväsendet växte fram med bildandet av allt fastare partier i riksdagen och utanför, minskade behovet och utrymmet för en fristående rösträttsrörelse. Det uppstod också en betydande spänning mellan socialdemokrater och liberaler inom rösträttsrörelsen i fråga om strejker som politiskt vapen. Socialdemokraterna ställde sig positiva, medan liberalerna var avvisande till att använda strejker för politiska ändamål. Det ledde till ett minskat socialdemokratiskt engagemang inom rösträttsrörelsen och den kom alltmer att fungera som valorganisation för de liberala partierna och grupperna i riksdagen. Detta ledde till diskussioner om att ombilda rörelsen till en fast partiorganisation. Den 16 januari 1900 bildades således Liberala samlingspartiet på Hotell Continental i Stockholm. På ett möte i Linköping samma år bestämdes det vidare att rösträttsrörelsen skulle upplösas till förmån för en liberal partiorganisation utanför riksdagen, vilket blev verklighet 1902 med bildandet av Frisinnade landsföreningen, som kom att utgöra riksorganisationen för det Liberala samlingspartiet. Den blåklint som använts som symbol av rösträttsrörelsen kom att användas av detta partis efterträdare, fram till dess att Liberalerna (tidigare Folkpartiet) bytte ut den mot ett blått L år 2016. 

## Rösträttens utveckling tas över av partier, riksdag och regering

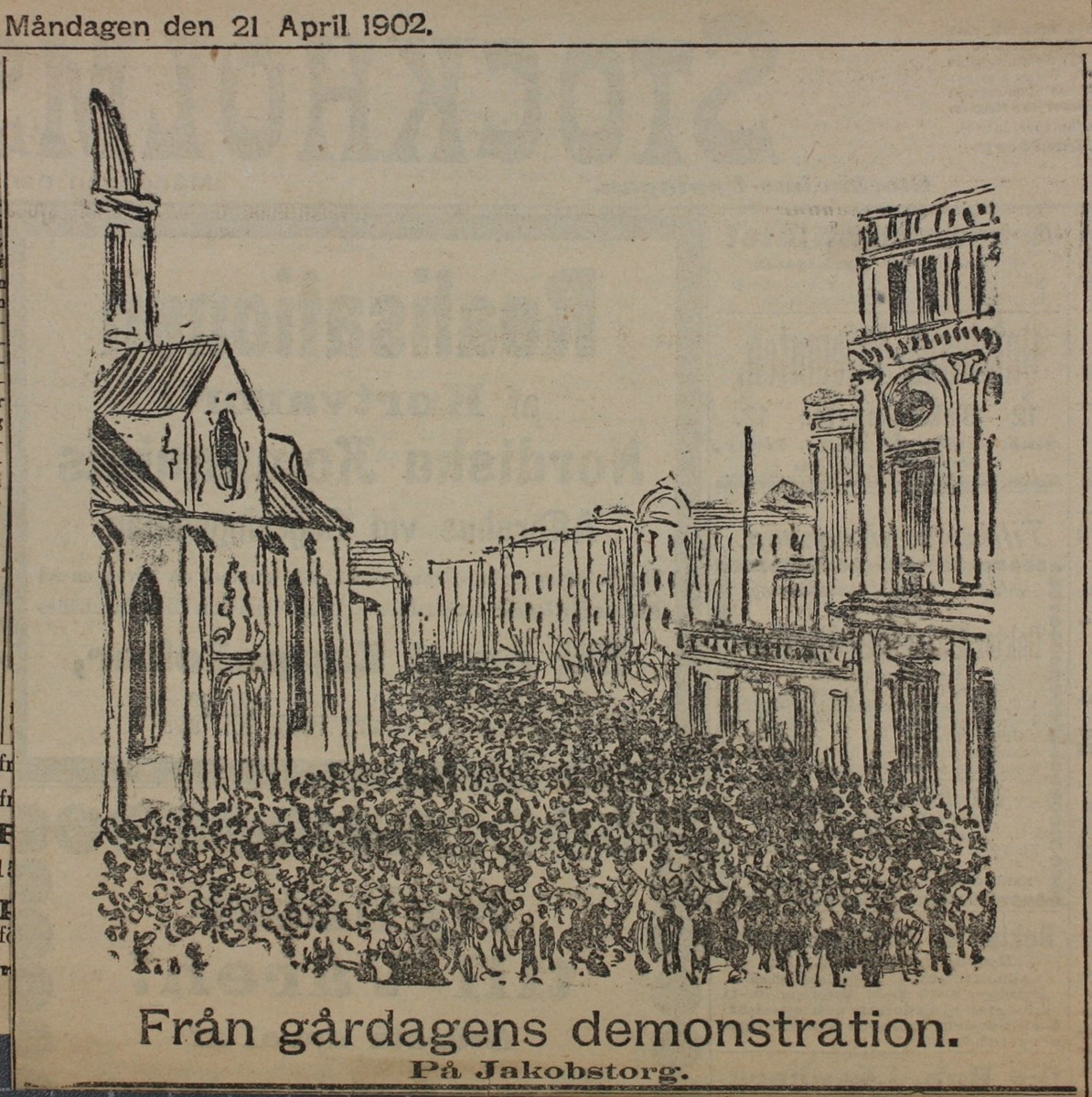
Rösträttsdemonstration i Stockholm, april 1902. Illustration ur Stockholms-Tidningen.

Både socialdemokrater och liberaler fortsatte att driva frågan om utvidgad rösträtt i olika steg. Vid sekelskiftet hade ungefär en fjärdedel av de vuxna männen rösträtt till andra kammaren, men tack vare ökade inkomstnivåer i landet steg andelen för varje val. Det innebar ett ökat stöd för de reformvänliga partierna. 
När frågan om att utsträcka värnplikten stod för dörren började övertygelsen hos partierna mogna att ökade medborgerliga plikter borde medföra ökade medborgerliga rättigheter i form av allmän rösträtt. Vid öppnandet av urtima riksdagen 1892 frambar andra kammarens talman, Carl Herslow, inför tronen förhoppningen att den dag snart skulle vara inne, "då uti den stora medborgarhär, som i farans stund skall rycka fram, varje man eldas av medvetandet, att han äger hel medborgarrätt i det fosterland, för vars liv han går att insätta sitt eget."
Den växande opinionen för en förändring av rösträtten gjorde att regeringen Boström 1896 lade en proposition om en något utvidgad rösträtt. Propositionen röstades dock ned av riksdagen.
På socialdemokratiska partiets förbundskongress 1898 beslutades att man skulle genomföra en storstrejk för att framtvinga en rösträttsutvidgning. Liberalerna genomförde under samma tid en namninsamling som gav 400 000 namnunderskrifter. Den planerade storstrejken kom dock till stånd först fyra år senare.
1903 bildades Landsföreningen för kvinnans politiska rösträtt (LKPR) som verkade för kvinnlig rösträtt. Föreningen bildades med stöd från både borgerliga och socialdemokratiska kvinnor och verkade fram till 1921.
Skräcken för allmän rösträtt gav så småningom med sig också bland de konservativa. Det var egentligen rörande själva valsättet som åsikterna numera var delade. De konservativa ryggade tillbaka för majoritetsvalen, det vill säga att majoriteten inom varje valkrets genom sina röster enrådigt skulle bestämma riksdagsvalets utgång. Tyngdpunkten i rösträttsdiskussionen samlade sig till sist kring frågan om majoritetsval eller proportionella val. Majoritetsvalen ansågs lägga hela makten i arbetarnas händer, medan proportionalismen skulle vara ägnad och avsedd att rädda ett politiskt inflytande även åt bönderna och medelklassen.
Med stora förhoppningar hälsade rösträttsvännerna på hösten 1905 budskapet att det liberala partiets dåvarande främste man, advokaten Karl Staaff, fått kungens uppdrag att bilda regering. Nu fick Sverige sin första vänsterregering i modern mening. Den Staaffska ministären gjorde lösningen på rösträttsfrågan till sin första stora uppgift och lade för 1906 års riksdag fram en proposition grundad på majoritetsvalens princip. Den föll dock på första kammarens motvilja mot rösträttsförslaget och mot statsministern.
1909 lyckades högerregeringen Lindman driva igenom en lagändring som införde proportionella val med rösträtt för män vid val till andra kammaren. Vid valet till andra kammaren 1911 blev de radikala partierna därmed ännu större. Men första kammaren fortsatte att vara ett konservativt fäste och regeringspropositioner om allmän och lika rösträtt för både män och kvinnor till andra kammaren och i kommunalvalen föll på grund av det.
Liberalen Karl Staaffs andra regering lade 1912 fram den första propositionen om rösträtt och valbarhet för kvinnor i riksdagsval. Propositionen bifölls i andra kammaren men röstades ned i första kammaren.

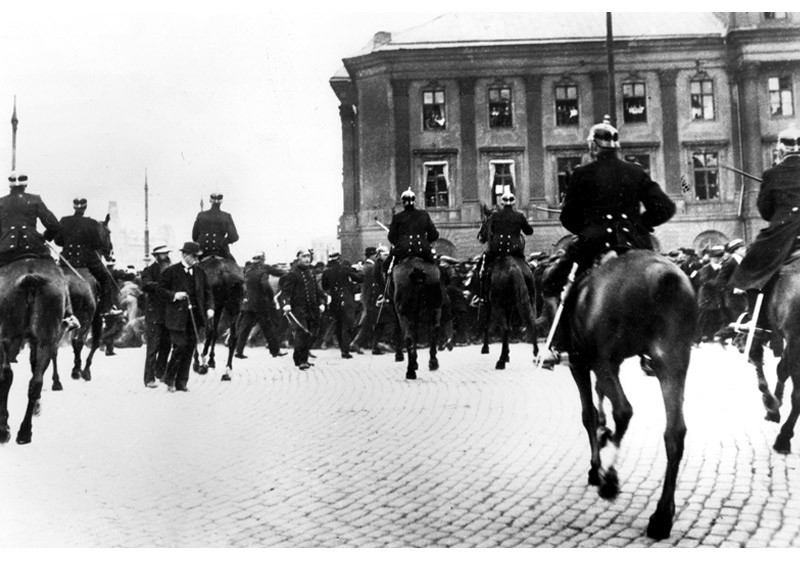
Demonstration för allmän rösträtt i Stockholm 1917.

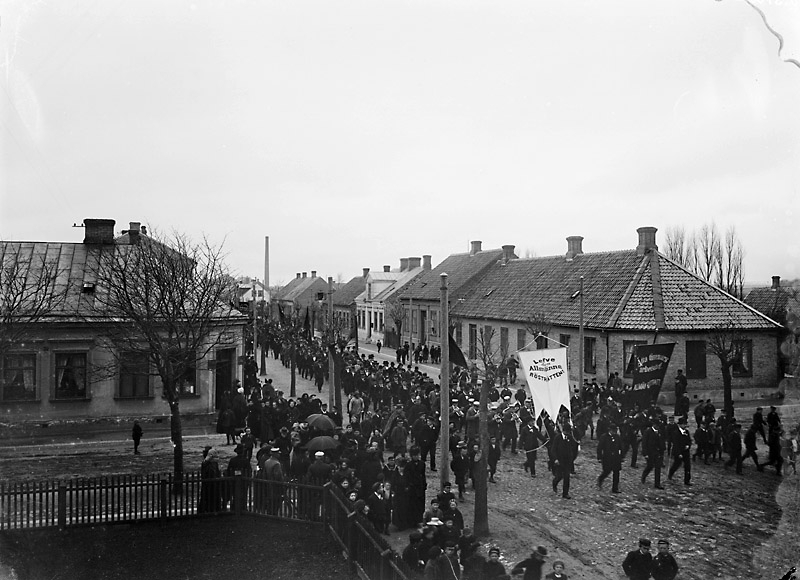
Demonstration för allmän rösträtt i Trelleborg(?), okänt år.

1917 tillträdde en liberal–socialdemokratisk koalitionsregering med liberalen Nils Edén som statsminister i spetsen och Hjalmar Branting och ytterligare tre socialdemokrater och fem liberaler (utrikesministern var opolitisk). Den lade omedelbart fram en proposition om allmän och lika rösträtt som fick bifall i andra kammaren men röstades ned i första kammaren.

## Allmän och lika rösträtt införs
Allmän och lika rösträtt för både män och kvinnor infördes först sedan den ryska revolutionen inträffat och påverkat stämningen i Sverige. Rädslan för en revolution också i Sverige ledde till att regeringen den 17 december 1918 inkallade en urtima (extra) riksdag. Syftet var främst för att justera de statsanställdas löner som sjunkit under krigsåren, men långt in på natten kom riksdagen fram till en överenskommelse om att beslut ska fattas vid den kommande ordinarie riksdagen nästa år: Sverige skulle införa allmän och lika rösträtt. Eftersom riksdagen var extrainkallad kunde man inte fatta besluta om kvinnors rösträtt vid sittande möte. 
De konservativa i första kammaren 1918 gick med på en rösträttsreform där bland annat den graderade rösträtten avskaffades, kvinnor fick rösträtt och var valbara i kommunalvalen.
Den 24 maj 1919 fattades det första beslutet i riksdagen om kvinnlig rösträtt. Med de nya reglerna hölls kommunalval 1919. På hösten hölls nyval till första kammaren i de nyvalda kommunala församlingarna. Därmed fick för första gången socialdemokrater och liberaler majoritet i första kammaren 1920. 
Den 26 januari 1921 fattade riksdagen det andra beslutet om kvinnlig rösträtt. Gifta kvinnor, som tidigare har stått under makens förmyndarskap, blev nu myndiga vid 21 år. 
På grund av att reglerna för val till riksdagen fordrade en grundlagsändring hölls det första andrakammarvalet med allmän och lika rösträtt för både män och kvinnor först 1921.
Fem kvinnor valdes in i riksdagen 1921. Av dem var Kerstin Hesselgren (första kammaren) och Elisabeth Tamm (andra kammaren) liberaler, Bertha Wellin (andra kammaren, lantmannapartiet) samt Agda Östlund och Nelly Thüring, båda socialdemokrater i andra kammaren.
Det fanns flera begränsningar vilket gjort att årtalet 1921 ifrågasatts som årtal för "allmän och lika rösträtt". Exempelvis fick inte män som värnpliktsvägrat rösta, en bestämmelse som togs bort 1922. Flera begränsningar togs bort 1945, som att man inte fick ha varit försatt i konkurs eller under fattigvård, varför det årtalet med följande val 1949 föreslagits som det första valet med "allmän och lika rösträtt" eller år 1989, med följande val 1992, då omyndigförklaring av individer med vissa psykiska funktionsvariationer avskaffades och nu endast åldersbegränsningen vid myndighetsålder, som dessutom sänkts från 23 till 18 år sedan 1921, kvarstår. Begränsningarna kallades allmänt för rösträttsstrecken.

## Rösträttsstrecken
Efter 1921 fick alltså kvinnor rösta i andrakammarval. Samtidigt höjdes rösträttsåldern till 23 år i andra kammaren. Till landstingen blev rösträtten 27 år och därmed också till 1:a kammaren. Men det fanns fortfarande en rad begränsningar av rösträtten, eller diskvalifikationsgrunder som det hette i lagtexten. Dessa kallades vanligen för rösträttsstreck och de var: värnpliktsstrecket, straffpåföljdsstrecket, konkursstrecket, fattigvårdsstrecket och omyndighetsstrecket. Också rösträttsåldern beskrevs i debatten före 1918 som ett rösträttsstreck och av de som ifrågasatte höjningen av rösträttsåldern i samband med besluten 1918-21. För kommunala val fanns även ett skattestreck.
Värnpliktsstrecket innebar att män som värnpliktsvägrat inte fick rösta. Det avskaffades 1922. Vid valen 1909-1922 drabbade värnpliktsstrecket mellan 2 000 och 5 000 personer vid varje val.
Straffpåföljdsstrecket, ibland kallat straffstrecket eller fängelseinternstrecket, innebar att den som dömts till straffpåföljd, det vill säga straffarbete/fängelse inte fick rösta. Detta avskaffades i Sverige 1937 (men finns fortfarande i många länder, bland annat USA).
Konkursstrecket innebar att den som var försatt i konkurs inte fick rösta. Det avskaffades 1945.
Fattigvårdsstrecket infördes 1909 och innebar då att den som fick bidrag från fattigvården (som dagens socialbidrag) förlorade rösträtten. Efter 1921 ändrades det till att innebära att den som var omhändertagen av fattigvården inte fick rösta. Detta innebar i praktiken att åldringar på de kommunala ålderdomshemmen inte fick rösta, eftersom hemmen drevs av fattigvården.
Skattestrecket, också kallar utskyldsstrecket, innebar att den som hade skatteskulder blev av med rösträtten. I riksdagsval avskaffades detta 1921, i kommunala val och landstingsval år 1945.
Omyndighetsstrecket innebar att personer som var omyndigförklarade, på grund av till exempel förståndshandikapp eller psykisk sjukdom, förlorade rösträtten. Detta gällde fram till 1989 när det inte längre var möjligt att omyndigförklara någon.
Åldersstrecket innebar att åldern för rösträtt och valbarhet vid uppnådd myndighetsålder preciserades i förhållande till övriga rösträttsbegränsningar.
En ofta spridd uppgift är att svenska romer fick rösträtt först 1959. Detta är ett förenklat svar på frågan "När fick Romerska folket rösträtt?" En anledning till detta är att svenska romer inte alltid var folkbokförda och därför inte kunde rösta i riksdagsvalet. Vid slutet av femtiotalet gjordes ett antal regel- och lagändringar som ledde till att fler romer blev folkbokförda och kunde rösta. Det har inte funnits något formellt streck som explicit hindrat romer från att rösta, men de har fallit utanför systemet av begränsningar som utestängde personer som levde ett liv som inte passade i systemet.
Efter 1989 återstår endast åldersstrecket och personer under 18 år får inte rösta. Personer utan svenskt medborgarskap får inte rösta i riksdagsvalet, men i kommunal- och regionvalen om de varit skrivna i Sverige i tre år.

## Tabeller över rösträttens utveckling i Sverige
Den kommunala rösträtten har lagts med i artikeln, men då inleds perioden snarare med 1862 års kommunallagar.
Några uppgifter som underlättar tolkningen av tabellerna.
- Valbarhet och rösträtt har separerats i två olika kolumner – valbarhetskraven till andra kammaren var desamma som rösträtten till den.
- Riksdagens första kammare valdes indirekt via kommunvalet. Därför saknas en kolumn för rösträtt till första kammaren.
- Källa för tabellerna är om inget annat anges "Den Svenska Historien Band 14"[27]
- streck kallades olika inskränkningar i rösträtten som exempelvis utskyldsstreck, fattigvårdsstreck och värnpliktsstreck.
- rdr = riksdaler
- "Fyrk var benämningen på en skatteenhet som genom 1862 års kommunalreform blev allmän måttstock för beräkning av kommunalskatten på landsbygden. Varje skattskyldig skulle påföras ett fyrktal, som genom en kungörelse 1863-09-15 beräknades i förhållandet till den statliga skatten. Fyrk var därigenom en motsvarighet till det nutida begreppet skattekrona". Fyrken baserades på både inkomst och förmögenhet.

### Riksdagsvalet
| År   | Valbarhetskrav 1:a kammaren | Rösträttsvillkor 2:a kammaren | Effekt |
| ---- | --- | --- | --- |
| 1866 | - minst 35 år gammal - vara man - minimiinkomst 4000 riksdaler (rdr) - äga fastighet taxerad till minst 80 000 rdr - (inget arvode utgick) - tillhöra Svenska kyrkan | - minst 21 år gammal - vara man - minimiinkomst 800 rdr - äga fastighet taxerad till minst 1000 rdr - eller arrendera fastighet taxerad till minst 6000 rdr - Före 1873: Inte vara katolik [källa behövs] | - Endast personer med hög inkomst kan sitta i 1:a kammaren - Innan 1870 hindrades judar från att vara riksdagsmän. Katoliker hindrades från att vara statsråd t.o.m. 1950.[källa behövs] - Effekterna 1866 blev att de besuttna inkl. hemmansägare gynnades medan arrendatorer, hantverkare, lägre tjänstemän och arbetare missgynnades. - 1908 (innan reformen) innebar detta att: - ca 500 000 män hade rösträtt - ca 100 000 nominellt berättigade män var uteslutna på grund av obetalda skatter eller liknande - ca 700 000 män saknade rösträtt - ca 1 400 000 kvinnor saknade rösträtt |
| 1911 | - minst 35 år gammal - vara man - minimiinkomst 3000 kr - äga fastighet taxerad till minst 50000 kr - (arvode utgår)                                                 | - minst 24 år gammal - vara man - ha betalat sina skulder till stat och kommun under 3 år - inte vara försatt i konkurs - inte vara omhändertagen av fattigvården - ej ha vägrat värnplikt                | - 1911 (efter reformen) innebar detta att: - ca 1 000 000 män hade rösträtt - ca 250 000 nominellt berättigade män var uteslutna på grund av obetalda skatter eller liknande - ca 1 500 000 kvinnor saknade rösträtt - Med arvodet minskar behovet av god inkomst för att delta i 1:a kammaren.[källa behövs] |
| 1921 | - minst 35 år gammal - minimiinkomst 3000 kr - äga fastighet taxerad till minst 50000 kr                                                                             | - minst 23 år gammal - inte vara försatt i konkurs - inte vara omhändertagen av fattigvården - inte vara ådömd straffpåföljd - ej ha vägrat värnplikt (män)                                               | - Kvinnor fick allmän rösträtt. |
| 1922 | - minst 35 år gammal - minimiinkomst 3000 kr - äga fastighet taxerad till minst 50000 kr                                                                             | - minst 23 år gammal - inte vara försatt i konkurs - inte vara omhändertagen av fattigvården - inte vara ådömd straffpåföljd                                                                              | - Män fick allmän rösträtt. - Värnpliktsstrecket avskaffades. |
| 1933 | - minst 35 år gammal | - minst 23 år gammal - inte vara försatt i konkurs - inte vara omhändertagen av fattigvården - inte vara ådömd straffpåföljd                                                                              | |
| 1937 | - minst 35 år gammal | - minst 23 år gammal - inte vara försatt i konkurs - inte vara omhändertagen av fattigvården | - Kravet att inte vara ådömd straffpåföljd avskaffades. |
| 1945 | - minst 35 år gammal | - minst 21 år gammal | - Fattigvårdsstrecket och konkursstrecket avskaffades. - Rösträttsåldern till andra kammaren sänktes till samma nivå som myndighetsåldern. - Till första kammaren kvarstod en högre åldersgräns. - Valbarhet till andra kammaren jämkades med rösträttskraven; alla som fick rösta kunde också bli invalda.[källa behövs] - Katoliker blev utnämnbara till statsråd först med religionsfrihetslagen 1951.[källa behövs] |
| 1968 | | | - Utlandsboende svenska medborgare får rösta. |
| 1989 | | | - Alla svenska medborgare över 18 år fick rösträtt då begreppet omyndigförklaring avskaffades. |

### Kommunalvalet
| År   | Rösträtt landskommuner | Rösträtt städer | Rösträtt landsting | Effekt |
| 1862 | - följande fick rösta - enskild som fyllt 21 - samfällighet dvs bolag - oskiftat bo m.fl. - kvinnor med debetsedel - Varje fyrk enligt fyrklängden gav en röst | - följande fick rösta - enskild som fyllt 21 - samfällighet dvs bolag - oskiftat bo m.fl. - kvinnor med debetsedel - Varje skattekrona gav en röst. Skatten var 1 % på inkomsten.                                                                                                | - Landstinget valdes av elektorer som i sin tur hade utsetts av kommunernas och städernas styrande organ. - Det på detta sätt valda landstinget valde i sin tur riksdagens 1:a kammare. | - Enskilda rika personer eller bolag kunde lätt få mycket stort inflytande. - Det var långt mellan väljare och 1:a kammare |
| 1869 | | Ingen fick ha mer än 1/50 av kommunens röstetal eller i vissa fall ej mer än 100 röster. | | Begränsade extrem röstövervikt för exempelvis bolag.                                                                       |
| 1900 | Ingen fick ha mer än 1/10 av kommunens röstetal och aldrig mer än vad som motsvarade 5000 fyrkar. | | | Begränsade extrem röstövervikt                                                                                             |
| 1909 | - En 40-gradig skala infördes för både lands- och stadskommuner. - Man fick röster i proportion till inkomsten - För höga inkomster ökade röststyrkan långsammare - Ett tak på 40 röster var satt - För landskommuner gällde att ingen fick ha mer än 1/10 av kommunens röstetal | - En 40-gradig skala infördes för både lands- och stadskommuner. - Man fick röster i proportion till inkomsten - För höga inkomster ökade röststyrkan långsammare - Ett tak på 40 röster var satt - För landskommuner gällde att ingen fick ha mer än 1/10 av kommunens röstetal | Landstinget blir direktvalt | |
| 1918 | - Allmän och lika rösträtt införs - Rösträttsåldern sätts till 23 år - Men man får inte... - vara försatt i konkurs - vara omyndigförklarad - vara varaktigt omhändertagen av fattigvården - vara ådömd straffpåföljd - ha missat betalning av ett av tre års kommunalskatt      | - Allmän och lika rösträtt införs - Rösträttsåldern sätts till 23 år - Men man får inte... - vara försatt i konkurs - vara omyndigförklarad - vara varaktigt omhändertagen av fattigvården - vara ådömd straffpåföljd - ha missat betalning av ett av tre års kommunalskatt      | Rösträttsåldern sätts till 27 år | |
| 1937 | - Rösträttsåldern är 23 år - Men man får inte... - vara försatt i konkurs - vara omyndigförklarad - vara varaktigt omhändertagen av fattigvården - ha missat betalning av ett av tre års kommunalskatt                                                                           | - Rösträttsåldern är 23 år - Men man får inte... - vara försatt i konkurs - vara omyndigförklarad - vara varaktigt omhändertagen av fattigvården - ha missat betalning av ett av tre års kommunalskatt                                                                           | Rösträttsåldern sätts till 23 år | |
| 1941 | - Rösträttsåldern sätts till 21 år - Men man får inte... - vara försatt i konkurs - vara omyndigförklarad - vara varaktigt omhändertagen av fattigvården - ha missat betalning av ett av tre års kommunalskatt                                                                   | - Rösträttsåldern sätts till 21 år - Men man får inte... - vara försatt i konkurs - vara omyndigförklarad - vara varaktigt omhändertagen av fattigvården - ha missat betalning av ett av tre års kommunalskatt                                                                   | Rösträttsåldern sätts till 21 år | |
| 1945 | Enda kravet blir 21 års ålder | Enda kravet blir 21 års ålder | | |